# Bart Tarenskeen
Bart Tarenskeen (Bergen op Zoom, 21 mei 1959) is een Nederlandse jazzbassist.
Tarenskeen speelde vanaf zijn negentiende elektrische basgitaar. Van 1984 tot 1989 studeerde hij contrabas aan het conservatorium in Arnhem. In diezelfde periode speelde hij ook bas in de bigband van Guus Tangelder (tot 1991) en voor de muziek- en dansgroep Pandora in Den Haag. In de jaren negentig speelde hij bij onder meer Lee Strawford, Edwin Berg en Carolyn Breuer (1998-2003). Van 1997 tot 2007 was hij lid van Big Barchem Band en het Millenium Jazz Orchestra (waar hij sinds 2012 weer speelt). Verder was hij onder meer bassist ven Dual City Concert Band (2004-2007). Voor al deze groepen heeft hij gecomponeerd en/of gearrangeerd. Met zijn eigen groep, Bart Tarenskeen 4TET (met onder meer pianist Rob van Bavel) heeft hij twee cd's opgenomen (2013).

## Discografie
- Signature, A Records, 1997
- Zig Zag, B'Art Records, 2007

## Referentie
- Website Bart Tarenskeen